# Attheyella africana
Attheyella africana är en kräftdjursart som beskrevs av Brady 1907. Attheyella africana ingår i släktet Attheyella och familjen Canthocamptidae. Inga underarter finns listade i Catalogue of Life.